# Independência (estatística)
Em probabilidade e estatística, independência entre variáveis aleatórias ou eventos significa que a partir do resultado de um deles não é possível inferir nenhuma conclusão sobre o outro.
Por exemplo:
- Jogue dois dados (não necessariamente honestos). O resultado de um dado é independente do resultado do outro;
- Em Among Us, a classificação de "impostor" em uma partida é independente do resultado da partida anterior

- Em física, considera-se que o decaimento radioativo de qualquer isótopo instável não depende dos outros. Em outras palavras, se observamos 10 isótopos (de meia vida conhecida) por algum tempo, o fato de um deles se desintegrar não dá nenhuma informação sobre a desintegração dos outros.

Por outro lado, os seguintes eventos não são independentes:
- Tire duas cartas de um baralho. O resultado da 1a "influencia" o resultado da 2a carta, já que as duas cartas não podem ser iguais;
- Em meteorologia, a quantidade de chuva em dois lugares diferentes é dependente (se eles forem suficientemente próximos).